# Hoofdklasse hockey heren 1980/81
Het seizoen 1980/81 is de 8ste editie van de herenhoofdklasse waarin onder de KNHB-vlag om het landskampioenschap hockey werd gestreden. Bij de heren pakte het Haagse Klein Zwitserland de landstitel. HCKZ versloeg in de beslissingswedstrijd HGC met 5-3 en 2-3.
Bij wijze van experiment werd de Hoofdklasse dit seizoen afgewerkt met twee poules van tien ploegen. Op deze manier ontstond er ruimte voor 8 nieuwe ploegen. Het vernieuwde concept zou niet doorgezet worden volgend seizoen en 8 ploegen moesten daarom logischerwijs degraderen. Zij zouden het volgend seizoen uitkomen in de nieuw gevormde Overgangsklasse.

## Eindstanden
Na 22 speelronden was de eindstand:
| #  | Club              | GS | W  | G | V  | P  | DV       | DT       | DS  |
| -- | ----------------- | -- | -- | - | -- | -- | -------- | -------- | --- |
| 1  | Klein Zwitserland | 18 | 17 | 0 | 1  | 34 | 120 - 21 | 120 - 21 | +99 |
| 2  | Tilburg           | 18 | 8  | 7 | 3  | 23 | 36 - 29  | 36 - 29  | +7  |
| 3  | Oranje Zwart      | 18 | 7  | 8 | 3  | 22 | 41 - 29  | 41 - 29  | +12 |
| 4  | Laren             | 18 | 8  | 6 | 4  | 22 | 48 - 40  | 48 - 40  | +8  |
| 5  | Amsterdam         | 18 | 8  | 5 | 5  | 21 | 42 - 37  | 42 - 37  | +5  |
| 6  | Gron.Studs        | 18 | 8  | 4 | 6  | 20 | 29 - 30  | 29 - 30  | -1  |
| 7  | Schaerweijde      | 18 | 3  | 7 | 8  | 13 | 21 - 37  | 21 - 37  | -16 |
| 8  | DKS               | 18 | 4  | 4 | 10 | 12 | 30 - 61  | 30 - 61  | -31 |
| 9  | MOP               | 18 | 2  | 3 | 13 | 7  | 16 - 57  | 16 - 57  | -41 |
| 10 | Breda             | 18 | 2  | 2 | 14 | 6  | 8 - 50   | 8 - 50   | -42 |

| #  | Club        | GS | W  | G | V  | P  | DV      | DT      | DS  |
| -- | ----------- | -- | -- | - | -- | -- | ------- | ------- | --- |
| 1  | HGC         | 18 | 16 | 1 | 1  | 33 | 71 - 25 | 71 - 25 | +46 |
| 2  | Kampong     | 18 | 12 | 6 | 0  | 30 | 85 - 32 | 85 - 32 | +53 |
| 3  | Bloemendaal | 18 | 11 | 5 | 2  | 27 | 52 - 30 | 52 - 30 | +22 |
| 4  | Hattem      | 18 | 10 | 3 | 5  | 23 | 39 - 41 | 39 - 41 | -2  |
| 5  | Wageningen  | 18 | 6  | 1 | 11 | 13 | 31 - 43 | 31 - 43 | -12 |
| 6  | MEP         | 18 | 6  | 1 | 11 | 13 | 29 - 47 | 29 - 47 | -18 |
| 7  | HDM         | 18 | 5  | 2 | 11 | 12 | 23 - 45 | 23 - 45 | -22 |
| 8  | Geel Zwart  | 18 | 5  | 1 | 12 | 11 | 25 - 46 | 25 - 46 | -21 |
| 9  | SCHC        | 18 | 3  | 4 | 11 | 10 | 21 - 38 | 21 - 38 | -17 |
| 10 | Gooische    | 18 | 3  | 2 | 13 | 8  | 24 - 53 | 24 - 53 | -29 |

### Legenda
| Afk.              | Betekenis                                                             |
| ----------------- | --------------------------------------------------------------------- |
| GS                | aantal gespeelde wedstrijden                                          |
| W                 | aantal gewonnen wedstrijden                                           |
| G                 | aantal gelijk gespeelde wedstrijden                                   |
| V                 | aantal verloren wedstrijden                                           |
| P                 | totaal aantal punten                                                  |
| DV                | aantal gemaakte doelpunten                                            |
| DT                | aantal doelpunten tegen                                               |
| DS                | doelsaldo                                                             |
| Klein Zwitserland | Landskampioen Klein Zwitserland plaatst zich voor de Europacup I 1982 |
| HGC               | Play off wedstrijd landskampioenschap                                 |
| Schaerweijde      | Degradatie                                                            |

## Topscorer
Ties Kruize van HCKZ vestigt het tot op heden nog bestaande topscorersrecord van 57 doelpunten in 18 wedstrijden, waarmee hij bijna de helft van de productie van de Haagse ploeg voor zijn rekening heeft genomen. Overigens was het dit seizoen ook prijsschieten voor Paul Litjens (Kampong) en Roderik Bouwman (HGC) die respectievelijk tot 47 en 46 doelpunten in evenzoveel wedstrijden kwamen. 
Nederlands landskampioenschap:

1897/98 ·
1898/99 ·
1899/00 ·
1900/01 ·
1901/02 ·
1902/03 ·
1903/04 ·
1904/05 ·
1905/06 ·
1906/07 ·
1907/08 ·
1908/09 ·
1909/10 ·
1910/11 ·
1911/12 ·
1912/13 ·
1913/14 ·
1914/15 ·
1915/16 ·
1916/17 ·
1917/18 ·
1918/19 ·
1919/20 ·
1920/21 ·
1921/22 ·
1922/23 ·
1923/24 ·
1924/25 ·
1925/26 ·
1926/27 ·
1927/28 ·
1928/29 ·
1929/30 ·
1930/31 ·
1931/32 ·
1932/33 ·
1933/34 ·
1934/35 ·
1935/36 ·
1936/37 ·
1937/38 ·
1938/39 ·
1939/40 ·
1940/41 ·
1941/42 ·
1942/43 ·
1943/44 ·
1944/45 ·
1945/46 ·
1946/47 ·
1947/48 ·
1948/49 ·
1949/50 ·
1950/51 ·
1951/52 ·
1952/53 ·
1953/54 ·
1954/55 ·
1955/56 ·
1956/57 ·
1957/58 ·
1958/59 ·
1959/60 ·
1960/61 ·
1961/62 ·
1962/63 ·
1963/64 ·
1964/65 ·
1965/66 ·
1966/67 ·
1967/68 ·
1968/69 ·
1969/70 ·
1970/71 ·
1971/72 ·
1972/73
Hoofdklasse heren:

1973/74 · 
1974/75 · 
1975/76 · 
1976/77 · 
1977/78 · 
1978/79 · 
1979/80 · 
1980/81 · 
1981/82 · 
1982/83 · 
1983/84 · 
1984/85 · 
1985/86 · 
1986/87 · 
1987/88 · 
1988/89 · 
1989/90 · 
1990/91 · 
1991/92 · 
1992/93 · 
1993/94 · 
1994/95 · 
1995/96 · 
1996/97 · 
1997/98 · 
1998/99 · 
1999/00 · 
2000/01 · 
2001/02 · 
2002/03 · 
2003/04 · 
2004/05 · 
2005/06 · 
2006/07 · 
2007/08 · 
2008/09 · 
2009/10 · 
2010/11 · 
2011/12 · 
2012/13 ·
2013/14 ·
2014/15 ·
2015/16 ·
2016/17 ·
2017/18 ·
2018/19 ·
2019/20 ·
2020/21 ·
2021/22 ·
2022/23 ·
2023/24 ·
2024/25 ·
Nederlandse competities: Hoofdklasse (zaal) · Promotieklasse · Overgangsklasse · Eerste klasse · Tweede klasse · Derde klasse · Vierde klasse · Gold Cup · Silver Cup

Nederlands kampioenschap: Lijst van Nederlandse landskampioenen hockey · Lijst van Nederlandse landskampioenen zaalhockey

Europese competities: Euro Hockey League · Europacup I · Europa Cup II · Europacup zaalhockey